# Halyna Zmijevs'ka
Halina Jakivna Zmijevs'ka (in ucraino Галина Яківна Змієвська?; 1952) è un'allenatrice di pattinaggio ucraina.
Ha portato all'oro olimpico i suoi allievi Viktor Petrenko e Oksana Bajul. Ha lavorato con Elene Gedevanishvili, V"jačeslav Zahorodnjuk, Takeshi Honda, Vladimir Petrenko, Scott Davis, con lo svizzero Stéphane Lambiel e l'italiana Silvia Fontana.
Dall'estate 2007 ha iniziato ad occuparsi di Johnny Weir, 3 volte campione USA.
La figlia più grande, Nina, è sposata con Viktor Petrenko.